# R. L. Burnside
Robert Lee Burnside (Harmontown, 23 novembre 1926 – Memphis, 1º settembre 2005) è stato un chitarrista e cantante statunitense.
Ha composto musica e suonato per tutta la sua vita balzando agli onori della cronaca solo negli anni novanta. In questo periodo, infatti, Burnside ha più volte collaborato con Jon Spencer, introducendo la sua musica ad una base di fan più ampia all'interno della scena underground del garage rock.
Lo stesso Burnside, insieme a Big Jack Johnson, Paul "Wine" Jones, Roosevelt "Booba" Barnes and James "Super Chikan" Johnson, è uno dei maggiori esponenti della versione più "elettrica" del sound del Delta Blues più grezzo.

## Biografia

### Gli inizi
Burnside nasce ad Harmontown, Mississippi, nella contea di Lafayette, Stati Uniti. Ha passato gran parte della sua vita nel North Mississippi, lavorando come mezzadro e commerciante di pesce, e allo stesso tempo suonando la chitarra nei juke joints e nei bar. Ha iniziato ad imbracciare la sua prima chitarra intorno ai venti anni, dopo aver ascoltato nel 1948 il singolo, "Boogie Chillen" di John Lee Hooker. Burnside apprende la tecnica da un altro bluesman del Mississippi, Fred McDowell che viveva in una contea adiacente alla sua. Lui stesso ha anche citato tra le sue influenze anche Muddy Waters.
Stanco del suo lavoro da mezzadro, emigrò a Chicago nel 1944 nella speranza di trovare migliori opportunità economiche.. Trovò lavoro in una fabbrica di metallo e vetro dove conobbe Muddy Waters e sposò Alice Mae nel 1949, ma le cose non andarono come sperato. Nell'arco di un anno suo padre, due fratelli ed uno zio furono tutti uccisi nella città, un susseguirsi di tragedie che Burnside in seguito rappresenterà nelle sue canzoni, in particolar modo nella sua interpretazione dei brani "Hard Time Killing Floor" di Skip James ed "R.L.'s Story", prima ed ultima traccia del suo album del 2000 "Wish I Was In Heaven Sitting Down".
Attorno al 1959, lasciò Chicago per tornare nel Mississippi per lavorare in fattoria e crescere la sua famiglia. Uccise un uomo durante una partita di dadi andando in galera per sei mesi con l'accusa di omicidio (nella prigione di Parchman). Il suo capo a quel tempo insistette affinché la sua pena fosse ridotta a causa della necessità di avere lo stesso Burnside a sua disposizione come autista di trattori. Burnside più tardi disse "Non volevo uccidere nessuno...volevo solo sparare alla testa di quell'uomo. Il fatto che sia morto è affare fra lui e il Signore."
Le sue prime registrazioni risalgono alla fine degli anni 60 e furono pubblicate dalla Arhoolie Records. Un altro album con materiale acustico venne registrato quell'anno ed un altro più corto venne pubblicato prima di Hill Country Blues, registrato tra il 1980 e il 1984 da Leo Bruin a Groningen nei Paesi Bassi. Seguì un album ricco di singoli, pubblicato con l'etichetta High Water record di Memphis, Tennessee.

### La maturità artistica

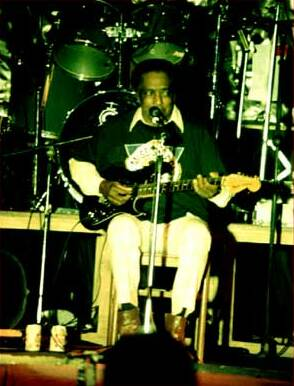
Al Liri Blues Festival, 1992

Negli anni 90 apparve nel film Deep Blues ed iniziò a registrare per l'etichetta Fat Possum Records di Oxford, Mississippi. Fondata dagli editori della rivista Living Blues Peter Redvers-Lee e Matthew Johnson, l'etichetta era specializzata nella pubblicazione degli album dei bluesman storici del North Mississippi come Burnside and Junior Kimbrough.
Burnside rimase nella Fat Possum fino alla sua morte, ed era solito suonare con il batterista Cedric Burnside, suo nipote, e con il suo amico e sostituto, il chitarrista slide Kenny Brown, con il quale iniziò a suonare nel 1971 definendolo suo "figlio adottivo."
Nella metà degli anni 90, Burnside attirò l'attenzione di Jon Spencer, leader dei Jon Spencer Blues Explosion, partecipando ai suoi tour ed ottenendo, in tal modo nuova audience.
L'album del 1996 "A Ass Pocket of Whiskey" (registrato con Jon Spencer) ottenne il successo della critica, compresi gli elogi di Bono e di Iggy Pop.
Dopo un infarto nel 2001, il suo dottore gli consigliò di smettere di bere. Burnside lo fece ma questo gli impedì, a sua detta, di continuare a suonare.

### La morte
La sua salute peggiorò da quando si sottopose ad intervento chirurgico al cuore nel 1999. Morì al St. Francis Hospital di Memphis, Tennessee il 1º settembre del 2005 all'età di 78 anni. Venne seppellito al Free Springs Cemetery di Harmontown.

## Stile
Burnside aveva una voce potente ed espressiva e suonava sia la chitarra elettrica che quella acustica, con e senza slide. Il suo stile "drone-heavy" era più caratteristico del North Mississippi hill country blues che del Delta blues. Come altri musicisti country blues, non aderì sempre allo schema ristretto delle 12 o 16 battute, aggiungendone spesso di ulteriori. Questa sua eccentricità ritmica è nota anche come "stile Burnside" e presupponeva che chi volesse suonare con lui dovesse avere una certa familiarità con questo stile.

## Discografia
- 1993: Bad Luck City
- 1994: Too Bad Jim (prodotto da Robert Palmer)
- 1994: Mississippi Delta Blues Vol. 2 – Blow My Blues Away
- 1996: A Ass Pocket of Whiskey (in collaborazione con i Jon Spencer Blues Explosion)
- 1997: Mr. Wizard
- 1997: Acoustic Stories
- 1997: Mississippi Blues
- 1997: Sound Machine Groove
- 1998: Rollin' Tumblin’
- 1998: Come On In (materiale remixato)
- 1999: My Black Name A-Ringin’
- 2000: Wish I Was in Heaven Sitting Down (materiale remixato)
- 2000: Mississippi Hill Country Blues
- 2001: Raw Electric 1979–1980
- 2001: Giants of Country Blues Guitar – Volume 2
- 2001: Well Well Well
- 2001: Burnside on Burnside
- 2003: Going Down South
- 2003: No Monkeys on This Train
- 2003: First Recordings
- 2003: Burnside's Darker Blues
- 2004: A Bothered Mind (materiale remixato)